# Scutellaria austrotaiwanensis
Scutellaria austrotaiwanensis là một loài thực vật có hoa trong họ Hoa môi. Loài này được C.X. Xie & T.C. Huang miêu tả khoa học đầu tiên năm 1997.